# Trans-Atlantische beker
De Trans-Atlantische beker, ook wel Trans-Atlantic Challenge Cup, was een vriendschappelijk internationaal voetbaltoernooi tussen clubs uit Europa, Zuid-Amerika en Noord-Amerika. De competitie opzet is op diverse manieren gespeeld. Dit bekertoernooi werd van 1980 tot 1984 jaarlijks georganiseerd door de NASL. Nadat de NASL werd opgeheven, werd het toernooi niet meer voortgezet. De Trans-Atlantische beker wordt gezien als voorloper van de Pan-Pacific Championship.

## Overzicht
| Jaar | Winnaar          | Tweede              | Derde              | Vierde         |
| ---- | ---------------- | ------------------- | ------------------ | -------------- |
| 1980 | New York Cosmos  | Vancouver Whitecaps | Manchester City FC | AS Roma        |
| 1981 | Seattle Sounders | New York Cosmos     | Celtic FC          | Southampton FC |
| 1982 | Chicago Sting    | New York Cosmos     | SSC Napoli         | Nacional       |
| 1983 | New York Cosmos  | ACF Fiorentina      | Seattle Sounders   | São Paulo FC   |
| 1984 | New York Cosmos  | Udinese Calcio      | FC Barcelona       | Fluminense FC  |